# Norman Francis McFarland
Norman Francis McFarland (Martinez, 21 febbraio 1922 – Orange, 16 aprile 2010) è stato un vescovo cattolico statunitense.

## Biografia
Monsignor Norman Francis McFarland nacque a Martinez, California, il 21 febbraio 1922. Era il primo dei tre figli nati da Francis McFarland e Agnes Kotchevar.

### Formazione e ministero sacerdotale
Iniziò la sua educazione formale nelle scuole pubbliche di Martinez. Sentendosi chiamato al sacerdozio, entrò nel seminario "San Giuseppe" a Mountain View come candidato al sacerdozio per l'arcidiocesi di San Francisco. Dopo aver completato i suoi studi lì, fu ammesso al seminario maggiore "San Patrizio" a Menlo Park, dove nel 1943 conseguì la laurea in lettere. Negli anni successivi completò i corsi di Sacra Scrittura e teologia.
Il 15 giugno 1946 fu ordinato presbitero da monsignor John Joseph Mitty. In seguito fu vicario parrocchiale della parrocchia di Sant'Andrea a Oakland. Dopo due anni, l'arcivescovo John Joseph Mitty lo mandò a studiare all'Università Cattolica d'America a Washington dove conseguì il dottorato in diritto canonico. Dopo il suo ritorno a San Francisco, lavorò per molti anni presso l'ufficio della cancelleria arcidiocesana nel tribunale matrimoniale, principalmente per trattare i casi di matrimonio. Oltre a queste attività amministrative, aiutò i parroci nelle parrocchie in cui risiedeva. Inoltre insegnò al Lone Mountain College e al San Francisco College for Women dal 1951 al 1958 e servì per un periodo come cappellano della Cosmas and Damian Guild of Catholic Pharmacists.

### Ministero episcopale
Il 5 giugno 1970 papa Paolo VI lo nominò vescovo ausiliare di San Francisco e titolare di Bida. Ricevette l'ordinazione episcopale l'8 settembre successivo dall'arcivescovo metropolita di San Francisco Joseph Thomas McGucken, coconsacranti il vescovo di Fresno Hugh Aloysius Donohoe e quello di Stockton Merlin Joseph Guilfoyle. Come ausiliare fu vicario episcopale per le finanze e per i seminaristi e parroco della Missione San Francisco de Asís. L'anno seguente celebrò il suo giubileo sacerdotale d'argento.
Il 4 aprile 1974 la Santa Sede lo inviò come amministratore degli affari temporali della diocesi di Reno che allora abbracciava l'intero stato del Nevada. Quella diocesi era in una grave crisi per una serie di investimenti estremamente poco redditizi. In effetti, la Securities and Exchange Commission chiedeva che la diocesi consegnasse 3,3 milioni di dollari in contanti entro il 12 aprile o avrebbe chiesto una procedura fallimentare. Monsignor McFarland trascorse i successivi otto giorni al telefono, chiamando i vescovi di tutto il paese per chiedere sovvenzioni o prestiti a basso tasso di interesse per salvare la diocesi. Grazie ai suoi sforzi e allo spirito di compassione e collegialità tra i vescovi, fu in grado di raccogliere quattro milioni di dollari e rispettare così la scadenza. Tuttavia, questo straordinario risultato non era la fine del problema. La diocesi doveva ancora pagare milioni di dollari di debito aggiuntivo che doveva essere saldato, anche se in tempi non così immediati. Monsignor McFarland continuò a cercare fonti di finanziamento per soddisfare tutti questi obblighi. Ebbe successo, ma occorsero dieci anni per liberare la diocesi dai debiti. Fu percorso lungo, doloroso e in salita.
Nel frattempo, in seguito alle dimissioni ufficiali del suo predecessore accolte dal papa il 6 dicembre 1974, il vescovo McFarland venne nominato amministratore apostolico della diocesi di Reno. Poco più di un anno dopo, il 10 febbraio 1976, fiducioso che i problemi fossero in mani capaci, il Santo Padre lo nominò vescovo di Reno. Prese possesso della diocesi il 31 marzo successivo con una messa nell'Auditorium Pioneer di Reno alla presenza dell'arcivescovo metropolita di San Francisco Joseph Thomas McGucken e del delegato apostolico Jean Jadot. Proprio il giorno precedente, l'arcivescovo Jadot aveva annunciato l'erezione della nuova diocesi di Orange in California.
Riconoscendo la crescita della diocesi e la concentrazione della sua popolazione nelle principali città del nord e del sud, monsignor McFarland chiese al Vaticano di ribattezzare la diocesi, cosa che fece il 13 ottobre 1976, diventando così la diocesi di Reno-Las Vegas. Cercò di dividere il suo tempo tra le due città principali, ma viaggiò molto per tutto lo Stato, visitando le sue lontane parrocchie e missioni. Oltre a viaggiare per amministrare il sacramento della confermazione, si pose l'obiettivo di trascorrere il sabato e la domenica in diverse parrocchie dove celebrava la messa, predicava e mostrava il suo sostegno personale ai sacerdoti e alle persone.
Anche se dovette prestare attenzione al bilancio, si sforzò di non mettere a repentaglio i programmi essenziali. In effetti, aumentò il numero di progetti di aiuto ai meno fortunati. In realtà, durante il suo mandato, il bilancio per le organizzazioni di beneficenza cattoliche passò da 360 000 dollari a 4,5 milioni.
Il vescovo McFarland è ricordato per i suoi numerosi scritti. Contribuì con articoli a vari giornali e pubblicò, sei volte l'anno, il Frontier Shepherd, che fornì una ricchezza di informazioni storiche e pastorali sulla Chiesa in Nevada. Organizzò trasmissioni radiofoniche rivolte ai cattolici inattivi e a quelli senza affiliazione religiosa. Era conosciuto come un impavido promotore dei valori cattolici e un fiero oppositore di qualsiasi posizione contraria ad essi. Dopo dodici anni in Nevada, divenne una parte familiare del paesaggio. Era ampiamente rispettato e ammirato, non solo per aver salvato la diocesi dalla crisi finanziaria, ma anche per averla rimessa su una base solida e per aver ripristinato la fiducia pastorale. Divenne, come soleva dire, "un nevadiano di adozione e affetto". Si aspettava di trascorrere lì il resto dei suoi giorni e si accontentò della prospettiva. Nel 1986, celebrò i 40 anni di presbiterato e i 16 di episcopato. Si comprò anche un lotto in un cimitero locale dove le sue spoglie sarebbero letteralmente diventate parte del paesaggio che aveva imparato ad amare.
La Santa Madre Chiesa, tuttavia, aveva altri progetti. Il 29 dicembre 1986 papa Giovanni Paolo II lo nominò infatti secondo vescovo di Orange in California. Prese possesso della diocesi il 24 febbraio successivo, appena tre giorni dopo il suo sessantacinquesimo compleanno. Il nuovo incarico non era una semplice ricompensa per un lavoro ben fatto in Nevada. Fu una grande sfida per una persona di provate capacità. La diocesi di Reno-Las Vegas era cresciuta da 90 000 cattolici a 144 000 durante il suo episcopato. Ora si trovava di fronte a una popolazione cattolica di oltre mezzo milione di fedeli, sebbene fosse compresa in un'area 141 volte più piccola del Nevada. Non ci sarebbe stato molto tempo libero nella diocesi di Orange in California, ma non avrebbe dovuto viaggiare così lontano per pascere il suo numeroso gregge. Fu qualcosa simile a un eufemismo quando l'affrontò per la prima volta: "Vi saluto con un senso di anticipazione ed eccitazione". Qualunque livello d'ansia avesse avuto, c'erano poche possibilità che un uomo della sua statura si sarebbe ritirato dalla sfida.
Durante la sua prima visita ufficiale nella sua nuova diocesi, monsignor McFarland fece un complimento al vescovo William Robert Johnson, suo predecessore, e dichiarò la propria intenzione: "Spero sinceramente di poter sviluppare le solide fondamenta del primo vescovo di Orange, che noi teniamo in affettuosa memoria, il vescovo William Robert Johnson, vostro amato pastore e mio caro amico".
Molte persone a Orange non avevano mai visto né sentito parlare del vescovo McFarland, ma dopo il loro primo incontro era improbabile che lo avrebbero mai dimenticato. Alto e robusto, era decisamente un vescovo da tenere d'occhio. Per molti, la prima introduzione arrivò dalle varie interviste e articoli scritti su di lui all'epoca.
Se era sconosciuto a molti nella nuova diocesi, questo certamente non durò a lungo. Il mosaico di opinioni che lo precedette mostrava una persona imponente, che probabilmente non sarebbe stata trascurata.
Due giorni dopo l'ingresso in diocesi, l'arcivescovo Roger Michael Mahony, alla presenza del cardinale Timothy Manning, presentò il vescovo McFarland con una cerimonia presso il Bren Center dell'Università della California a Irvine. Nella sua omelia, monsignor McFarland rifletté sulla missione in vista per sé stesso e per il popolo della diocesi: "Ora tocca a noi. Per noi che siamo la Chiesa di Orange, abbiamo impegnato una sacra fiducia per emulare la fede e abbinare la generosità del passato e costruire splendidamente sulle fondamenta che sono state gettate".
Il primo decennio della diocesi sotto monsignor Johnson fu un periodo di formazione e di creazione. Per i successivi dieci anni, il vescovo McFarland lavorò per rafforzare, consolidare e perfezionare quel lavoro in quella che amava definire "questa porzione privilegiata del Signore". Sebbene nessuno dubitasse della sua autorità, spesso scherzava sul fatto che fosse esperto nelle vendite, non nella gestione. Aveva un buon prodotto da vendere, disse, e, come le cose migliori della vita, era gratis. Ovviamente il prodotto era il Vangelo, la buona notizia di Gesù Cristo. Non era uno scherzo il fatto che questa fosse la forza trainante che motivò il suo ministero come vescovo di Orange. Dichiarò che era un impegno sin dall'inizio: "È mia ferma determinazione che Cristo solo accenderà i miei discorsi e guiderà il mio servizio". A causa delle sue eccezionali capacità e dei successi amministrativi, la cura pastorale che attuò potrebbe essere sottovalutata. A parte il fatto che una buona amministrazione è di per sé un importante servizio pastorale, monsignor McFarland trascorse molte ore fuori dall'ufficio visitando parrocchie, amministrando il sacramento della confermazione, partecipando ai giubilei religiosi, sostenendo cause di beneficenza, benedicendo e inaugurando nuovi progetti ecclesiali, dedicando progetti completati e rendendosi disponibile per altre richieste pastorali.
Un esempio speciale della sua cura pastorale si distingue nei suoi ampi scritti che comparvero regolarmente nel corso del suo ministero e in cui affrontava una vasta gamma di questioni rilevanti sia per il cammino spirituale della persona, sia per l'applicazione dell'insegnamento di Cristo ai problemi che colpivano il mondo in generale. È ovvio che questi scritti sono il prodotto della profondità personale, un'attenta riflessione e un generoso impegno di tempo. Molti trovarono in loro cibo per il pensiero e l'anima di un vescovo consapevole del suo ministero pastorale.
Nel 1995, dopo aver ascoltato l'omelia di monsignor McFarland alla messa rossa per la contea di Orange, una messa celebrata ogni anno nella Chiesa cattolica per tutti i membri della professione giuridica indipendentemente dalla appartenenza religiosa, diversi avvocati della Orange County Bar Association formarono la St. Thomas More Society of Orange County.
Il 18 giugno 1996 monsignor McFarland celebrò il giubileo sacerdotale d'oro e il giubileo episcopale d'argento. Tra i numerosi sostenitori che parteciparono alla sua messa di ringraziamento nella cattedrale della Sacra Famiglia c'erano circa 200 sacerdoti e religiosi e 44 vescovi di tutto il paese, tra cui i cardinali Roger Michael Mahony e Anthony Joseph Bevilacqua e il vescovo Tod David Brown.
Nel febbraio del 1998, verso la fine del suo mandato come vescovo di Orange in California, ci fu il pericolo reale che potesse anche essere la fine della sua vita. I medici scoprirono un grande aneurisma aortico nel suo addome, complicato da un indebolimento del cuore e dei polmoni. Un intervento di tre ore e mezza all'ospedale Hoag si rivelò un successo. Dopo un adeguato periodo di recupero, fu nuovamente in grado di attendere un pensionamento ragionevolmente sano e piacevole.
Il 30 giugno 1998 papa Giovanni Paolo II accettò la sua rinuncia al governo pastorale della diocesi. Rimase tuttavia molto attivo portando a termine con successo una dichiarazione fatta ai sacerdoti nella sua lettera finale come vescovo di Orange: "Non vedo l'ora di rimanere nella barca di Pietro mentre salpa dalla sede di Orange, facendo tutto ciò che potrebbe essere appropriato e utile". Quando un giorno qualcuno gli chiese se poteva essere interessato a una promozione per qualche altro incarico, rispose che sperava che il suo prossimo incarico fosse il paradiso, poiché qualcosa di meno sarebbe stata una delusione dopo Orange.
Nel 2003 monsignor McFarland venne inserito nel Ring Of Honor della Mater Dei High School di Santa Ana. Ricevette l'onorificenza durante la cena annuale del Ring of Honor e Founders Circle per i suoi contributi alla comunità.
Morì nella sua casa di Orange il 16 aprile 2010 all'età di 88 anni per un arresto cardiaco dopo una breve malattia. Le esequie si tennero il 23 aprile nella cattedrale della Sacra Famiglia a Orange. È sepolto nell'Holy Sepulcher Cemetery di Orange.

## Genealogia episcopale e successione apostolica
La genealogia episcopale è:
- Cardinale Scipione Rebiba
- Cardinale Giulio Antonio Santori
- Cardinale Girolamo Bernerio, O.P.
- Arcivescovo Galeazzo Sanvitale
- Cardinale Ludovico Ludovisi
- Cardinale Luigi Caetani
- Cardinale Ulderico Carpegna
- Cardinale Paluzzo Paluzzi Altieri degli Albertoni
- Papa Benedetto XIII
- Papa Benedetto XIV
- Papa Clemente XIII
- Cardinale Bernardino Giraud
- Cardinale Alessandro Mattei
- Cardinale Pietro Francesco Galleffi
- Cardinale Giacomo Filippo Fransoni
- Cardinale Carlo Sacconi
- Cardinale Edward Henry Howard
- Cardinale Mariano Rampolla del Tindaro
- Cardinale Rafael Merry del Val
- Cardinale Giovanni Vincenzo Bonzano
- Arcivescovo Edward Joseph Hanna
- Arcivescovo John Joseph Cantwell
- Arcivescovo Joseph Thomas McGucken
- Vescovo Norman Francis McFarland

La successione apostolica è:
- Vescovo Michael Patrick Driscoll (1990)